# Liste der denkmalgeschützten Objekte in Stall (Gemeinde)
Die Liste der denkmalgeschützten Objekte in Stall enthält die 4 denkmalgeschützten, unbeweglichen Objekte der Mölltaler Gemeinde Stall.

## Denkmäler
| Foto |                 | Denkmal                                                                   | Standort                             | Beschreibung | Metadaten |
| ---- | --------------- | ------------------------------------------------------------------------- | ------------------------------------ | --- | --- |
| ja   | Datei hochladen | Kath. Filialkirche hl. Josef HERIS-ID: 55031 Objekt-ID: 63509             | Untersteinwand Standort KG: Gössnitz | Die Filialkirche Heiliger Josef wurde in den Jahren 1930 bis 1932 errichtet und ist ein kleiner Bau mit hölzernem Dachreiter und Vorlaube. | BDA-Hist.: Q38063401 Status: § 2a Stand der BDA-Liste: 2025-06-30 Name: Kath. Filialkirche hl. Josef GstNr.: .99                                             |
| ja   | Datei hochladen | Burgruine Stall-Wildegg HERIS-ID: 11418 Objekt-ID: 7513                   | Berg ob Stall Standort KG: Stall     | Die Ruinenanlage (längliche Mauerreste im Ausmaß von ca. 32 × 12 Meter und ungefähr 7 Meter Höhe), welche sich auf einen schmalen Felssporn oberhalb von Stall befindet, geht bis ins 10./11. Jahrhundert zurück und weist einen gotischen und renaissancezeitlichen Baubestand auf. Sie war zuerst im Besitz des Bistums Freising, ihm folgte als Grundherr während des 12. Jahrhunderts das Erzbistum Salzburg. 1278 wurde die Burg Stall gemeinsam mit der benachbarten Rangsburg in einem Streit zwischen Salzburg und dem Grafen von Görz zerstört, jedoch wieder aufgebaut. Nach einem Brand im Jahr 1353 wurde sie wiederum erneuert und in der Folge Sitz Salzburger Ministerialen. Das Jahr 1632 sieht Christoph von Mohre zu Sonnegg und Mohrburg als letzten Burgpfleger. Bereits 1670 als baufällig bezeichnet, stürzte die Burg 1731 nach einer längeren Regenzeit ein. Die Westwand und die südwestliche Polygonmauer mit einem großen korbbogigen Fenster (16. Jahrhundert) sind ebenso wie die Quermauer mit einem spitzbogigen Portal (14./15. Jahrhundert) erhalten. | BDA-Hist.: Q38100257 Status: Bescheid Stand der BDA-Liste: 2025-06-30 Name: Burgruine Stall-Wildegg GstNr.: .49, 427/1                                       |
| ja   | Datei hochladen | Ortskapelle HERIS-ID: 97824 Objekt-ID: 113690                             | Schwersberg Standort KG: Stall       | | BDA-Hist.: Q37770577 Status: § 2a Stand der BDA-Liste: 2025-06-30 Name: Ortskapelle GstNr.: .160 Ortskapelle Schwersberg                                     |
| ja   | Datei hochladen | Kath. Pfarrkirche hl. Georg und Friedhof HERIS-ID: 54932 Objekt-ID: 63370 | Stall Standort KG: Stall             | Die gotische Kirche mit Chor mit 4/6-Schluss, mächtigen Strebepfeilern an der südlichen Langhausseite, und fünfgeschoßigem Turm südlich des Chors mit Spitzgiebelhelm erhielt später einen barocken Vorbau. In den Gewölbefeldern des Langhauses sind Malereien aus dem 15. Jahrhundert. Hochaltar, Seitenaltäre und Kanzel stammen von 1847 von Josef Stauder. | BDA-Hist.: Q2083226 Status: § 2a Stand der BDA-Liste: 2025-06-30 Name: Kath. Pfarrkirche hl. Georg und Friedhof GstNr.: .1, 1/2 Pfarrkirche Stall im Mölltal |